# Алфа Ромео 156
Алфа Ромео 156 е един от най-успешните автомобили на Алфа Ромео в началото на XXI век.

## История
През 1993 се взема решение за създаване на наследник на Алфа Ромео 155. Автомобилът оправдава големите надежди, които са заложени върху него поради тежкото състояние, в което е изпаднала компанията и изтеглянето ѝ от американския пазар. Кодовото име на модела е Проект 932.

## Награди
- 1998 Автомобил на годината в Европа
- 1998 Най-добър компактен седан Уат Кар – Великобритания
- 1998 Авто трофей Ауто Цайтунг – Германия